# 50729 Fiammetta
50729 Fiammetta este o planetă minoră (asteroid) din centura de asteroizi. A fost descoperită pe 4 martie 2000 la Catalina Station⁠(d) de Catalina Sky Survey. 
Obiectul prezintă o orbită caracterizată de o semiaxă mare de 2,4110287384946 UAi, o excentricitate de 0,14714785249843, o înclinație de 1,2948949128936 ° în raport cu ecliptica.